# Paracassidina bilbie
Paracassidina bilbie är en kräftdjursart som beskrevs av Bruce1994. Paracassidina bilbie ingår i släktet Paracassidina och familjen klotkräftor. Inga underarter finns listade i Catalogue of Life.